# Johann Georg Dominikus Grasmair

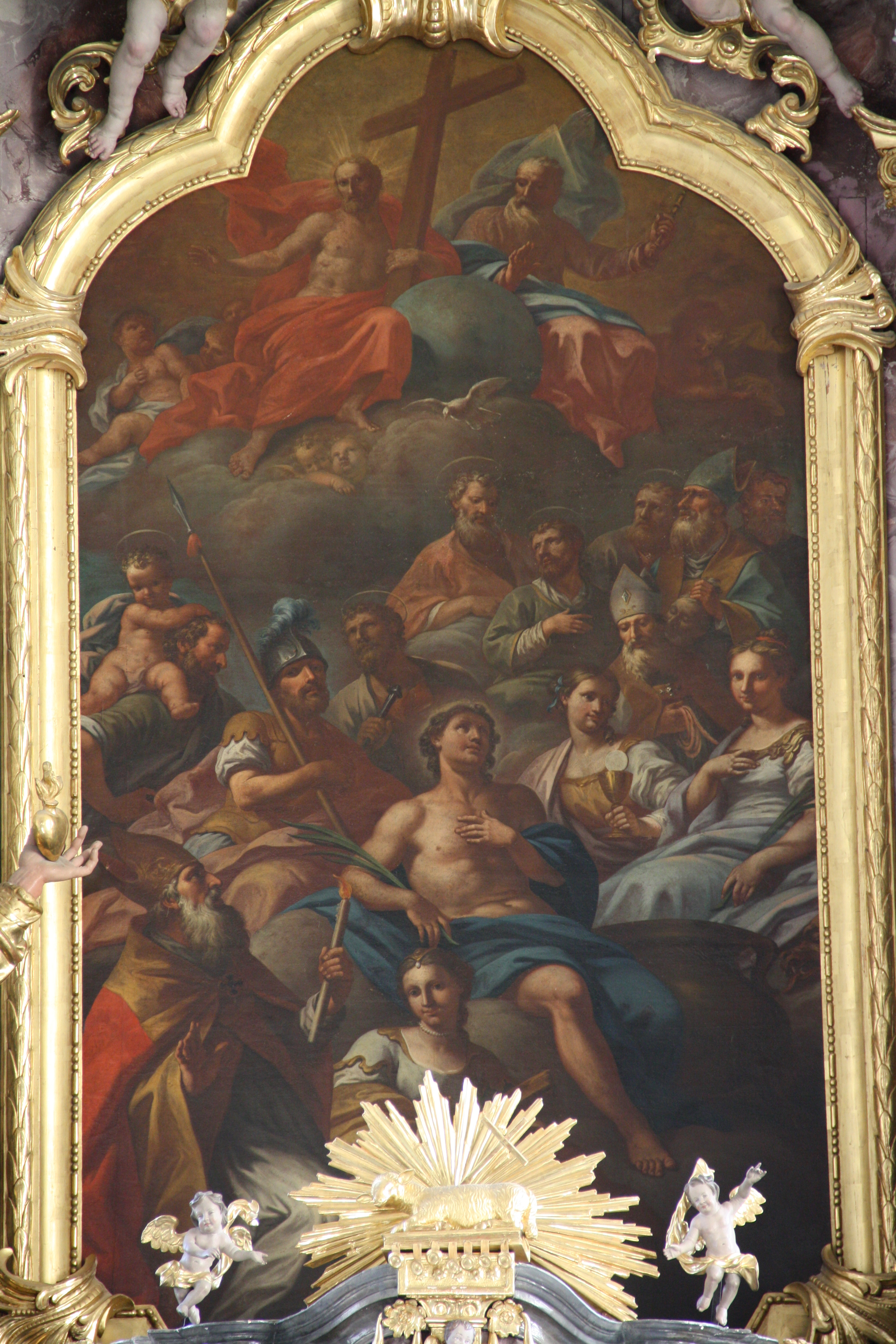
Hl. Veit und vierzehn Nothelfer, Altarbild in der Kirche in Fulpmes von Johann Georg Dominikus Grasmair (1750)

Johann Georg Dominikus Grasmair (auch Graßmayr; * 31. März 1691 in Brixen; † 27. Oktober 1751 in Wilten) war ein österreichischer Maler des Barocks.

## Leben
Johann Georg Dominikus war das zweite Kind des Glockengießers Georg Grasmair und dessen Frau Anna Maria Maurer. Nach dem Wunsch des Vaters sollte er ebenfalls Glockengießer werden. Der Sohn erhielt auch eine entsprechende Ausbildung, wandte sich aber dann gegen den Willen des Vaters der Malerei zu. Er lernte bei Giuseppe Alberti in Cavalese und bei Gregorio Lazzarini in Venedig. Anschließend wandte er sich nach Rom zu Benedetto Luti. Dort wurde er nachhaltig durch die Malerei Carlo Marattas beeinflusst. Wieder zurück in Tirol heiratete er 1721 Katharina Hueber aus Mauls und ging mit ihr nach Donaueschingen, wo er Hofmaler wurde. 1724 ließ sich die Familie schließlich in Wilten nieder. Grasmair hatte sieben Söhne und vier Töchter, von denen Ignaz Grasmair (1728–1747) und Josef Lukas Thaddäus Grasmair (1736–1793) ebenfalls Maler wurden. Der jüngere Bruder Johann Georg Dominikus Grasmairs, Anton (1701–1750) war in Augsburg als Maler und Kupferstecher tätig. Das Grabmal von Johann Georg Dominikus Grasmair befindet sich in der Wiltener Pfarrkirche und wurde im Auftrag seines Schülers Joseph Freiherr von Sperges vom Bildhauer Franz Anton von Zauner errichtet.

## Werk
Grasmair schuf vor allem Tafelbilder, darunter zahlreiche Altarbilder für Kirchen in Österreich. Außerdem befasste er sich mit mythologischen Themen, Porträts und Landschaften. Auf letzterem Gebiet gilt er neben Anton Faistenberger als bedeutendster Künstler seiner Zeit in Tirol. Typisch für ihn ist die bevorzugte Verwendung rotbrauner Farbtöne. Sein spätbarocker Stil weist bereits auf den Klassizismus voraus.
- Apostel Andreas, Altarbild in Klausen (1720)
- Mariä Verkündigung, Hochaltarbild im Advent in der Pfarrkirche Birgitz (1726)
- Himmelfahrt Mariens, St. Jakob in Innsbruck (1727)
- Heimsuchung, Kirche in Kolsass
- Hl. Katharina und hl. Andreas, Wiltener Basilika (1729)
- Hl. Sebastian, St. Jakob in Innsbruck (1732)
- Hl. Johannes Nepomuk, St. Jakob in Innsbruck (1732)
- Altarbild Johannes Evangelist und Johannes der Täufer in der Pfarrkirche Axams (1735)
- Hl. Familie und hl. Anna, Spitalkirche, Hall in Tirol
- Hl. Notburga, Spitalkirche in Bruneck (1736)
- Hl. Antonius, Kirche in Inzing
- Vierzehn Nothelfer, Kirche in Fulpmes (1750)
- Maria Immaculata, Hofkirche in Brixen
- Himmelfahrt Mariens, Schlosskirche in Ehrenburg

Gemälde von Grasmair befinden sich im Tiroler Landesmuseum Ferdinandeum in Innsbruck, im Diözesanmuseum Brixen und im Museum in Cavalese.